# Liste der Landschaftsschutzgebiete im Landkreis Stade
Die Liste der Landschaftsschutzgebiete im Landkreis Stade enthält die Landschaftsschutzgebiete des Landkreises Stade in Niedersachsen.
| Bild | Nummer        | Bezeichnung des Gebietes                                               | Fläche in Hektar | WDPA-ID   | Koordinaten | Datum der Verordnung |
| ---- | ------------- | ---------------------------------------------------------------------- | ---------------- | --------- | ----------- | -------------------- |
|      | LSG STD 00001 | Schwinge und Nebentäler                                                | 1672,00          | 324512    | Position    | 1985                 |
|      | LSG STD 00002 | Moorlandschaft Oldendorf und Hagenah/ Teil des FFH-Gebietes Hohes Moor | 577,00           | 321717    | Position    | 1937                 |
|      | LSG STD 00005 | Auetal                                                                 | 1956,00          | 319698    | Position    | 1980                 |
|      | LSG STD 00008 | Schwingewiesen                                                         | 5,00             | 324513    | Position    | 1982                 |
|      | LSG STD 00009 | Este- und Goldbecktal                                                  | 1114,00          | 320716    | Position    | 1980                 |
|      | LSG STD 00011 | Im Dohrn                                                               | 49,00            | 321889    | Position    | 1939                 |
|      | LSG STD 00012 | Litberg                                                                | 62,00            | 322605    | Position    | 1939                 |
|      | LSG STD 00014 | Geestrand von Stade bis Horneburg                                      | 334,00           | 321014    | Position    | 1984                 |
|      | LSG STD 00015 | Hügelgräbergelände in Goldbeck                                         | 6,00             | 321830    | Position    | 1948                 |
|      | LSG STD 00020 | Rüstjer Forst                                                          | 2098,00          | 324056    | Position    | 1973                 |
|      | LSG STD 00021 | Neukloster Forst                                                       | 611,00           | 323200    | Position    | 1976                 |
|      | LSG STD 00022 | Buxtehuder Geestrand                                                   | 563,00           | 320239    | Position    | 2001                 |
|      | LSG STD 00023 | Heidbeck                                                               | 326,00           | 555513812 | Position    | 2010                 |
|      | LSG STD 00024 | Bever und Reither Bach                                                 | 285,00           | 555552634 | Position    | 2012                 |
|      | LSG STD 00025 | Schwingetal                                                            | 1502,00          | 555552635 | Position    | 2012                 |
|      | LSG STD 00026 | Kehdinger Marsch                                                       | 6622,00          |           |             | 2018                 |
|      | LSG STD 00027 | Hahnenhorst                                                            | 69,00            |           |             | 2019                 |
|      | LSG ROW 135   | Aue und Ramme                                                          | 25,00            |           | Position    | 2018                 |